# Émile Eisman Semenowsky
Émile Eisman Semenowsky (né Émile Eismann à Petrograd le 19 septembre 1853 et mort à Paris 14e le 31 juillet 1918) est un artiste peintre franco-polono-russe. Il est principalement connu pour ses peintures orientalistes de femmes plus précisément celle d’Algérie en 1890 ou il met en avant les éléments quotidiens et traditionnels tel que les tenues des femmes algériennes dans leur foyer.

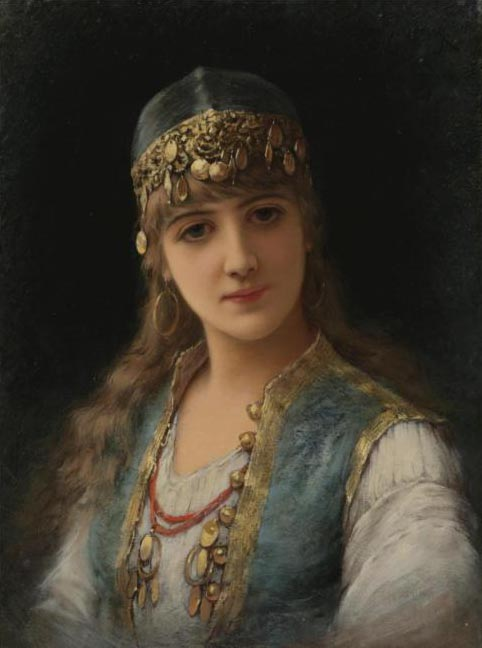
Beauté du harem, avant 1911.
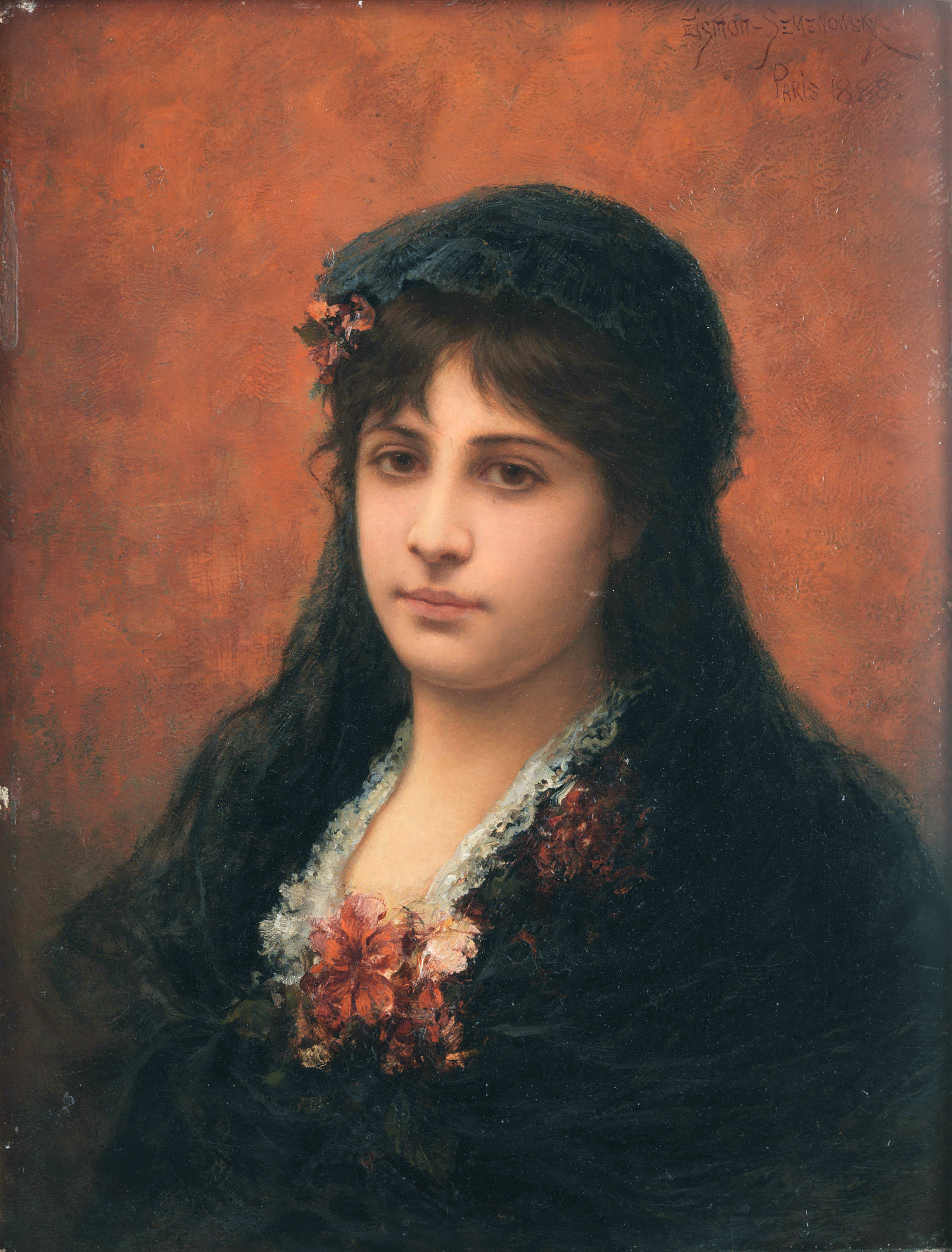
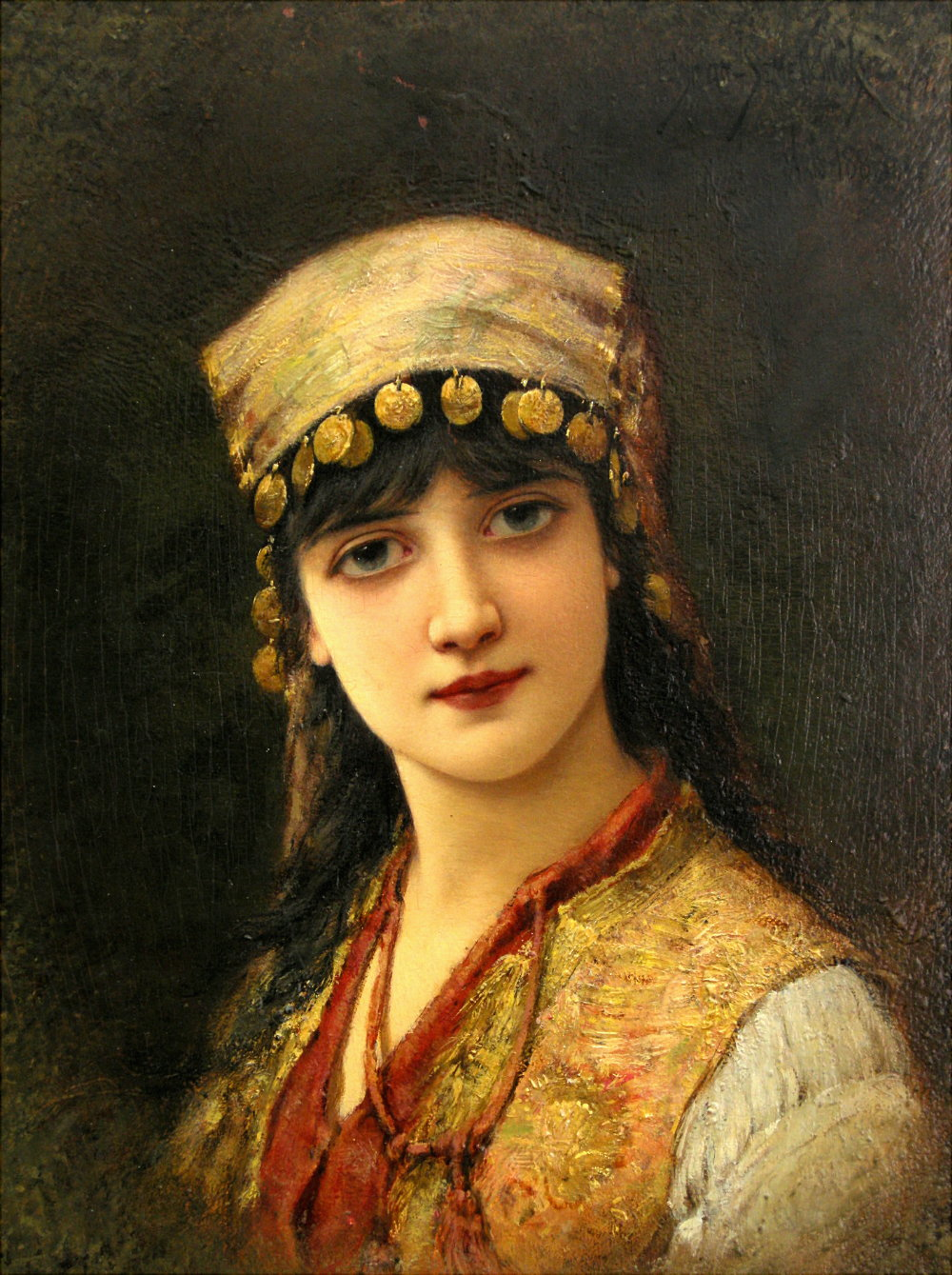
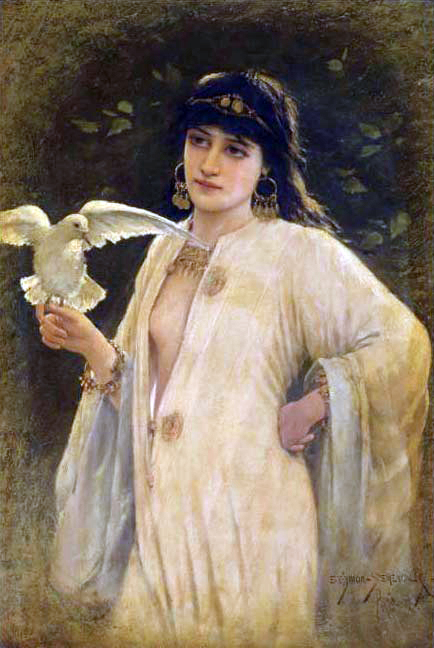